# Thomas Waters
Thomas James Waters, né le 17 juillet 1842 à Birr en Irlande et décédé à l'âge de 56 ans le 5 février 1898 à Denver au Colorado, est un ingénieur civil et architecte britannique qui fut conseiller étranger au Japon pendant le bakumatsu et l'ère Meiji.

## Biographie
Fils aîné d'un chirurgien local, Waters est né à Birr en Irlande en 1842. Vers la vingtaine, il reçoit une commission pour dessiner le bâtiment de la monnaie royale à Hong Kong et, parti là-bas, il entre en contact avec des proches de Thomas Blake Glover, un marchand britannique réputé résidant à Nagasaki au Japon. Glovers s'arrange pour que Waters soit embauché par le domaine de Satsuma à Kagoshima pour dessiner des bâtiments de style occidental. Il arrive au Japon en 1864 à 22 ans. Après la restauration de Meiji en 1867, le nouveau gouvernement de Meiji embauche Waters et le charge de dessiner le siège de la Monnaie du Japon à Osaka en 1868.
Après avoir terminé avec succès cette tâche, il est invité à Tokyo pour devenir officiellement un conseiller étranger. Il construit une filiale de la Monnaie du Japon dans le quartier de Ginza à Tokyo, ainsi que le quartier-général de l'armée impériale japonaise et un certain nombre de ponts autour de Tokyo. Sa plus importante réalisation se passe cependant après qu'un incendie ait dévasté le quartier de Ginza en 1872, Waters reconstruit tout le secteur en faisant passer au centre une large artère centrale bordée de séries d'immeubles en briques de style géorgien de deux ou trois étages. Le quartier est alors surnommé la "ville de briques" (Rengagai) et est vu comme un symbole de la modernisation et de l'occidentalisation du Japon.
Waters fait ensuite face à une très forte concurrence des autres architectes étrangers et son contrat n'est pas renouvelé en 1877.
Après son départ du Japon, il travaille quelque temps à Shanghai en Chine avant d'émigrer aux États-Unis où il travaille dans une mine d'argent au Colorado. Il meurt en 1898 à l'âge de 56 ans et est enterré au cimetière Fairmount à Denver.